# فعل خبري
الأفعال الخبرية  يطلق على الفعل خبرياً في علم اللغويات عندما يصف حالة الفعل وعكسها الأفعال الفعلية التي تصف الأداء حركي للفعل. ويمكن قول أن الاختلاف بينهما هو أن الأفعال الخبرية تعبر عن فعل ثابت أو مستقر طوال الوقت في حين أن الأفعال الفعلية تعبر عن طريقة تغيره مع الوقت، حيث فرقت عدة لغات بين هذين الفعلين من حيث كيفية استخدامهما نحوياً.

## اختلاف الأفعال الخبرية عن الأفعال الفعلية
قد يكون الفعل نفسه يعمل كفعل خبري وحركي، فَفِي اللغة الإنجليزية مثلا هذه العبارة يعزف على البيانو "he plays the piano" قد تكون إما خبرية أو حركية بحسب النص، عندما يكون الفعل يعزف "play" عاد على حالته أي اهتمامه أو مهنته يعتبر فعل خبري بالتالي "he" قد يكون أحد الهواة الذي يستمتع بالموسيقى أو مهنته عازف بيانو يظهر التفسير الفعلي للعزف من سياق معين على سبيل المثال "ما الذي يفعله مساء الجمعة؟ انه يعزف على البيانو" يعزف تصف حركة.
بعض اللغات تستخدم الأفعال نفسها للدلالة على المواضع الخبرية أو الفعلية في حين أن لغات أخرى تستخدم أفعال مختلفة مع بعض الصفات (لكن غالباً متعلقة بالاشتقاق) للتفريق بين استخداماته فـ على سبيل المثال اللغة الإنجليزية الحديثة مقارنة بالسويدية والألمانية الحديثة، فالفعل الخبري عادةً هو فعل لازم "intransitive" بينما الفعلية تكون فعل متعدي"transitive".
تختلف الأفعال الخبرية والفعلية في إمكانية استخدام صيغة الفعل المستمر أو لا في اللغة الإنجليزية وغيرها من اللغات، مثال ذلك الفعل الفعلي "go" الذي يعني يذهب قد يستخدم للدلالة على الفعل مستمر (I am going to school) في حين الأفعال الخبرية كالفعل "know" لا يمكن أن يأتي بصيغة فعل مستمر (I am knowing the answer). قد تستخدم الأفعال الخبرية على صيغة فعل مستمر في لغات أخرى كالكورية مثلا الفعل الخبري "사랑하" يصح استخدامه على صيغة فعل مستمر كما في الجملة 미나가 인호를 사랑하고있다 التي تعني
Mina is loving Inho
تستخدم بعض اللغات علامات صرفية مختلفة تماما للافعال الخبرية والفعلية، على سبيل المثال في لغة روك"Rukai"- وهي لغة سكان تايوان الأصليين- تختلف بدائات الأفعال الخبرية والفعلية حيث تأخذ الأفعال الفعلية البدائة "-o" والافعال الخبرية تأخذ " -ma" وهذا النوع هو ميزة لغات الفورموسان الأخرى أيضا.

## اختلاف الأفعال الخبرية عن الشروع
في اللغة الإنجليزية الفعل الذي يصف الخبر قد يصف ملحق الخبر ويسمى هذا بصيغة الشروع، وقد يستخدم الفعل الماضي البسيط احيانا صيغة الشروع مثلاً الفعل المضارع في الجملة "He understands his friend" هو فعل خبري في حين الفعل الماضي في الجملة "Suddenly he understood what she said" فعل استهلال أو شروع لأن الجملة تعني أنه فهم من الآن فصاعداً ولكن الفعل الماضي في الجملة "At one time, he understood her" هو فعل خبري.
الطريقة الوحيدة للتفريق بين الخبرية والشروع قد يعبر عنه في اللغة الإنجليزية حسب استخدام المعدلات كما شهدنا في المثالين السابقين "الكلمتين".

## تحليل ديفيد دوتي
قدم دوتي بعض النقاط لمعرف الفعل الخبري وهي كالتالي:
1. الأفعال الخبرية لا تأتي بصيغة فعل مستمر.
2. الافعال الخبرية لا يمكن أن تكون مكملة في الفعل "force".
3. الافعال الخبرية لا يمكن أن تأتي في جمل الأمر إلا في حال استخدم ليؤدي طريقة فعل الشروع.

## التصنيفات
الأفعال الخبرية عادةً تنقسم إلى فروع استناداً على معناها الدلالي أو النحوي وتستخدم التقسيمات الدلالية للأفعال التي تصف حالة ذهنية أو خواص شي ما (بطبيعة الحال قد يعبر عن الأشياء بحسب قواعد اللغات الآخر خصوصا الصفات) تختلف التصنيفات الدقيقة عند اللغويين على سبيل المثال هودليستون وبليوم قسما الأفعال الخبرية على حسب التصنيف الدلالي كالاتي:
- أفعال الإدراك والإحساس مثل (سمع ونظر)
- أفعال الإذاء مثل (الألم والحكة)
- أفعال وضعية الوقوف مثل (وقف وجلس)
- أفعال المعرفة والعاطفة والإحساس مثل (الاعتقاد والندم).

وقد استخدم نوفاكوف تصنيفات أخرى مختلفة قليلاً وهي:
- أفعال تدل على الإحساس مثل (شعر وسمع)
- أفعال تدل على الموقف العقلي والتفكر مثل (الاعتقاد والفهم)
- أفعال تدل على موقف أو وضع مثل (كذب وتحيط)
- أفعال تدل على علاقة مثل (تشابه أو يحتوي).

وبالنسبة للتقسميات النحوية فهي تشمل أنواع تركيب الجملة في فعل المستخدم فيه.